# Взривове в Бейрут (2020)
Взривовете в Бейрут от 4 август 2020 г. възникват в пристанището на ливанската столица. Бедствието включва поредица от два взрива, вторият от които е изключително мощен и причинява смъртта на 207 души, а ранява над 6500. Материалните щети са оценени на 10 – 15 млрд. долара, а около 300 000 души остават без дом. Взривът е причинен от около 2750 тона амониев нитрат (равняващи се на 1155 тона тротилов еквивалент), които са били конфискувани от ливанското правителство от изоставения кораб MV Rhosus и са били съхранявани в пристанището без необходимите мерки за безопасност в продължение на шест години. Ударната вълна е регистрирана като сеизмично събитие с магнитуд 3,3 по Рихтер, което е усетено в Турция, Сирия, Израел и Кипър. Тътенът е чут на разстояние до 160 km. През следващите часове над града се извиват оранжево-червени облаци от азотен диоксид – вторичен продукт след разпадането на амониев нитрат.
По данни на ливанските власти, пожар, пламнал от заваръчни работи по врата в склада, е причина за експлозиите. Впоследствие, правителството на Ливан обявява двуседмично извънредно положение, а из града се разразяват протести срещу ливанското правителство за допускането на взривовете. Те са част от настъпилите година по-рано протести в Ливан. На 10 август 2020 г. правителството на Ливан и министър-председателят на страната, Хасан Диаб, подават оставка под покачващия се политически натиск след взривовете.